# Stoenești (Vâlcea)
Pour les articles homonymes, voir Stoenești.
Stoenești est une commune du județ de Vâlcea en Roumanie.

## Démographie
En 2021, la population était de 3 203 habitants.